# Île d'Amour (Bry-sur-Marne)
Pour les articles homonymes, voir Île d'Amour.
L'Île d'Amour est une île fluviale française de la Marne sur le territoire de la commune de Bry-sur-Marne (Val-de-Marne), elle est longue d'environ 140 mètres pour une largeur moyenne de 16 mètres.

## Géographie
Située en aval du pont routier de Bry, elle est bordée au Nord par l'Île du Moulin, plus étendue et au Sud par le coteau de Bry-sur-Marne. Le chenal qui la sépare de l’Ile du Moulin ne fait que quelques mètres de large. Elle est longue d'environ 140 m pour une largeur moyenne de 16 m.
Elle n'est accessible que par bateau.

## Histoire
Pendant l'ère médiévale, les îles d'Amour et du Moulin étaient les principaux points de contrôle des seigneurs de Bry-sur-Marne sur la Marne. Des saules y étaient cultivés pour la production d'oseil. Jusqu'au XIXe siècle, ces deux îles étaient connues sous le nom d'îles Saint-Antoine (parfois désignées ysles de Bry).
À partir de 1859, les îles deviennent une destination de villégiature. Remonter la Marne en barque jusqu'aux îles de Bry étant devenu une activité romantique, il est possible que le nom île d'Amour soit lié à cette période.
En juillet 2018, un adolescent de 15 ans se noie en tentant de traverser la Marne à la nage pour rejoindre l'île d'Amour.

## Administration
Cette île est située sur le territoire de la commune de Bry-sur-Marne (Val-de-Marne).

## Dans la culture

### Musique
C'est face à cette île que Jean Dréjac aurait écrit le texte de la chanson Ah ! Le petit vin blanc.

### Littérature
Raymond Radiguet a évoqué l'île d'amour dans : « île de France, île d'amour » et dans Le Diable au corps. Mais il s'agit probablement de l'île d'amour de Chennevières-sur-Marne, une autre île de la Marne à proximité, analogue à celle de Bry-Sur-Marne.

## Galerie photo

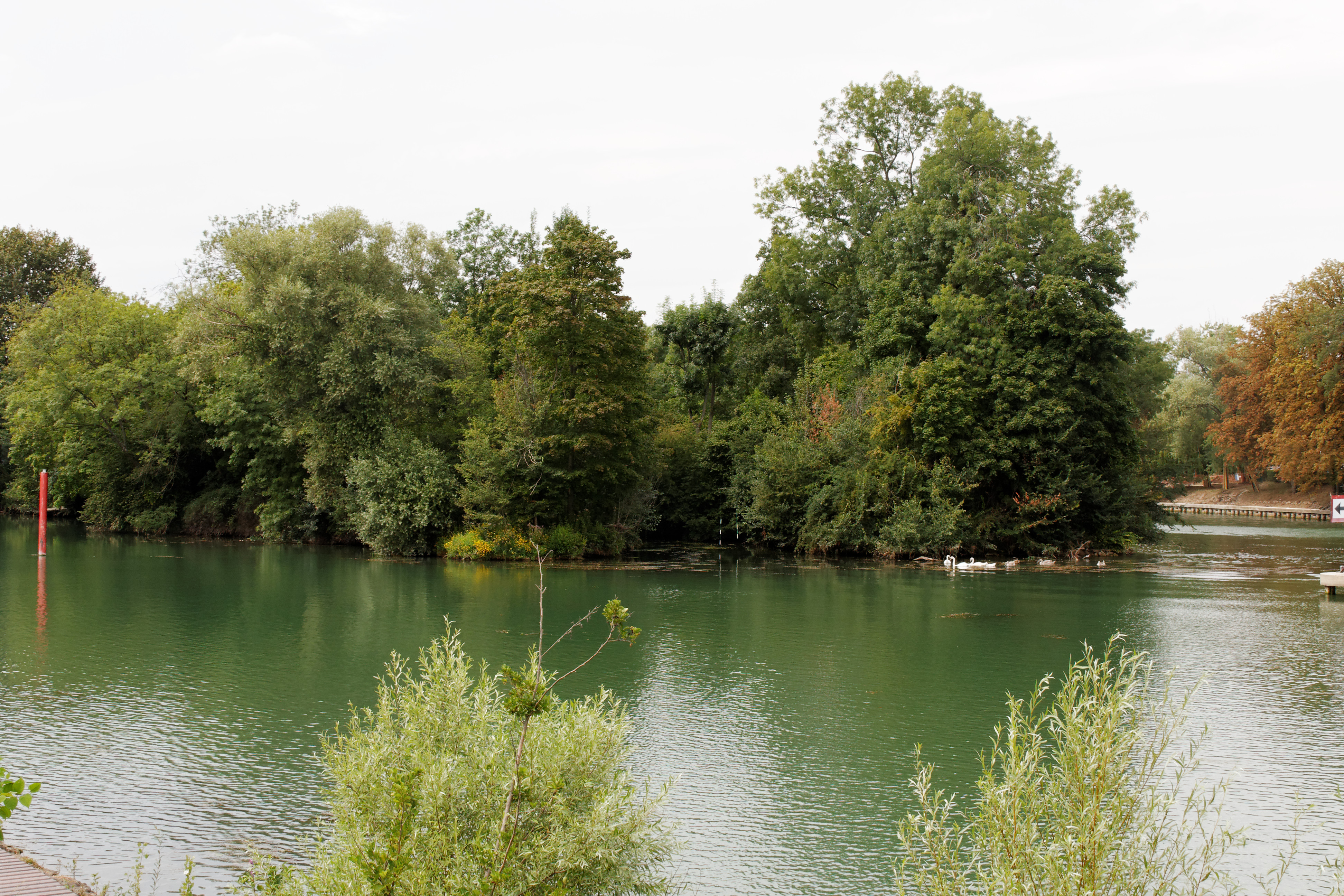
Vue amont depuis la rive bryarde : à gauche, l'Île d'Amour, à droite l'Île du Moulin
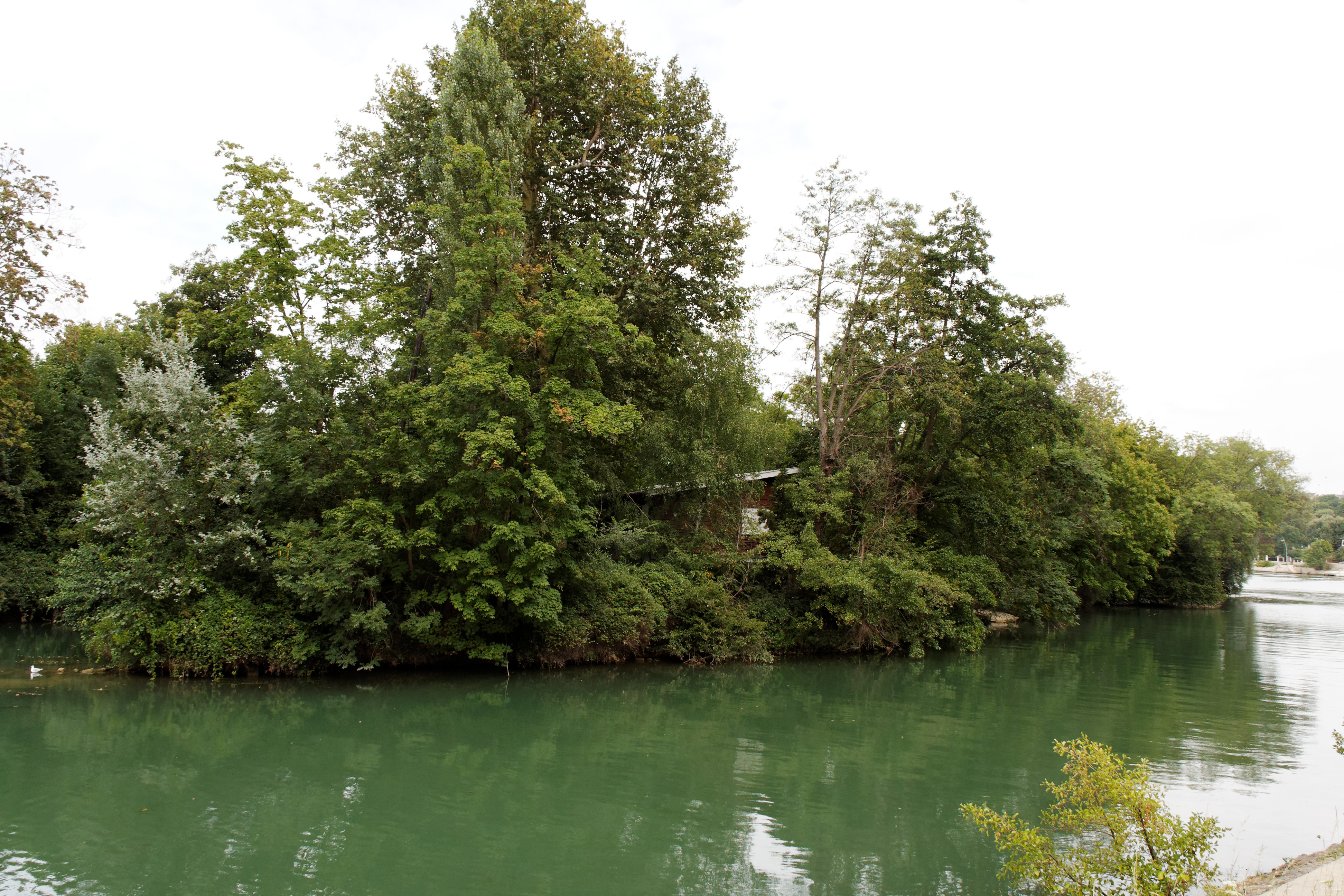
L'île vue aval depuis la rive bryarde